# Eurytoma giraulti
Eurytoma giraulti är en stekelart som beskrevs av Grissell och Schauff 1990. Eurytoma giraulti ingår i släktet Eurytoma och familjen kragglanssteklar. Inga underarter finns listade i Catalogue of Life.